# Nagy-tavak (Afrika)

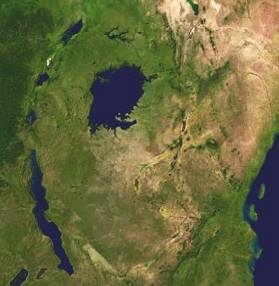
A Nagy Tavak és Kelet-Afrika partvidéke az űrből. Jobbra az Indiai-óceán.

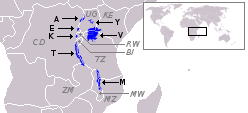
A - Albert
Y - Kyoga
E - Edward
K - Kivu
V - Viktória
T - Tanganyika
M - Malawi

A Nagy-tavak tavak csoportja Afrikában a Nagy-hasadékvölgy mentén. Köztük van a Viktória-tó, a világ második legnagyobb édesvizű tava is (terület alapján).
A Nagy-tavak: 
- Tanganyika-tó
- Viktória-tó
- Albert-tó
- Edward-tó
- Kivu-tó
- Nyasza-tó (Malawi-tó)

Vannak, akik csak a Viktória, Albert és Edward tavakat sorolják a Nagy-tavak közé, mert csak ez a három önti vizét a Nílusba. A Tanganyika és a Kivu tavak a Kongó folyóba ömlenek.
A Nagy-tavak ugyancsak utalhat Afrika egy régiójára, amely magába foglalja Ruanda, Burundi és Uganda egészét, valamint a Kongói Demokratikus Köztársaság, Tanzánia és Kenya területeit. Ez a világ egyik legsűrűbben lakott régiója, 107 millió lakossal. A vulkáni működés a régiót a világ egyik legtermékenyebb mezőgazdasági övezetévé tette, a nagy magasság miatt pedig az egyenlítői fekvés ellenére a klima is mérsékelt és a járványos betegségek kevésbé fenyegetik az állattenyésztést.